# Abominog
Abominog è il quattordicesimo album in studio del gruppo musicale rock britannico Uriah Heep pubblicato nel marzo 1982.

## Il disco
Dopo Conquest, Mick Box decise di rifondare il gruppo, con quattro nuovi musicisti.
L'album include varie cover: On the Rebound di Russ Ballard, Hot Night in a Cold Town di John Mellencamp, Running All Night dei Lion (di Gary Farr), That's the Way That It Is di Paul Bliss e Prisoner dei Sue Saad and the Next. Inoltre la canzone Think It Over è una re-registrazione cantata da John Sloman.

## Tracce
1. Too Scared to Run – 3:49 (Box, Daisley, Goalby, Kerslake, Sinclair)
2. Chasing Shadows – 4:39 (Box, Daisley, Goalby, Kerslake, Sinclair)
3. On the Rebound – 3:14 (Ballard)
4. Hot Night in a Cold Town – 4:03 (Cushing-Murray, Littlefield)
5. Running All Night – 4:28 (Farr, Box, Daisley, Goalby, Kerslake, Sinclair)
6. That's the Way That It Is – 4:06 (Bliss)
7. Prisoner – 4:33 (Lance, Cooper, Riparetti)
8. Hot Persuasion – 3:48 (Box, Daisley, Goalby, Kerslake, Sinclair)
9. Sell Your Soul – 5:25 (Box, Daisley, Goalby, Kerslake, Sinclair)
10. Think It Over – 3:42 (Sloman, Bolder)

## Formazione
- Peter Goalby – voce
- Mick Box – chitarra
- John Sinclair – tastiera
- Bob Daisley – basso
- Lee Kerslake – batteria